# Gewürzmühle

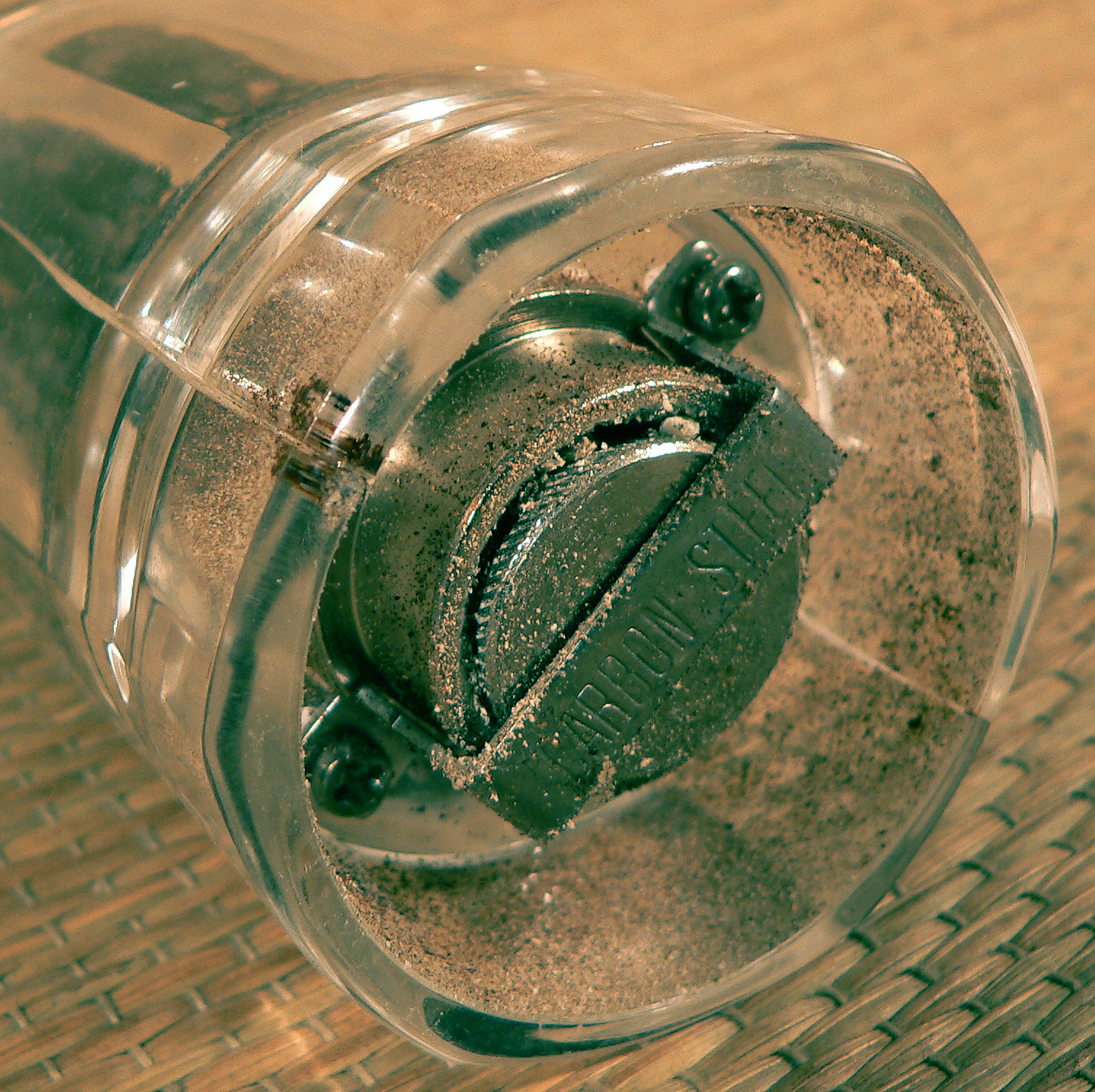
Mahlwerk einer Pfeffermühle

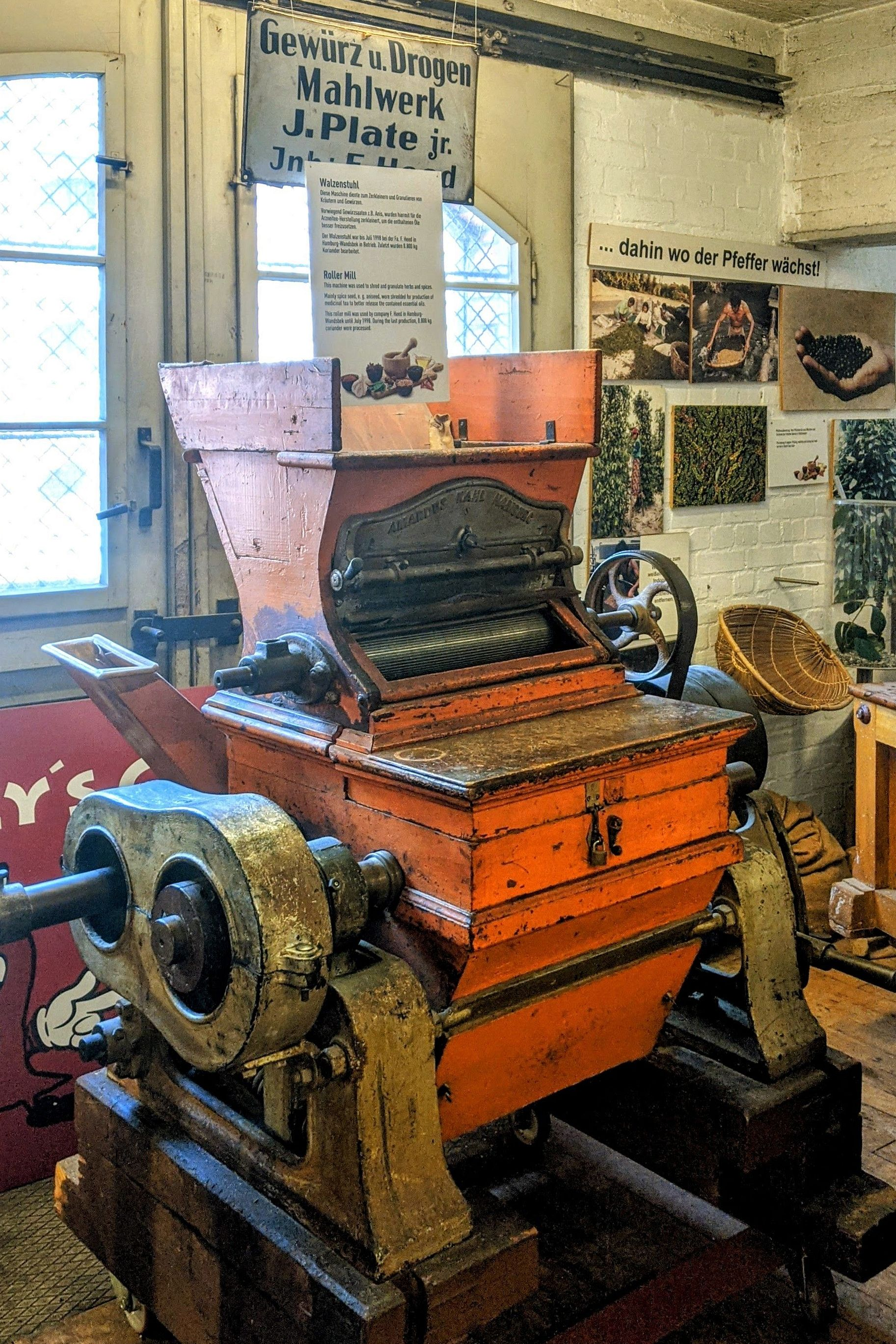
Maschinelle Gewürzmühle im Gewürzmuseum Hamburg

Als Gewürzmühle bezeichnet man sowohl einen Mühlenbetrieb, der verschiedene Arten an Gewürzen verarbeitet, als auch ein Küchengerät bzw. Tafelgerät mit manuellem oder elektrischen Antrieb, um Gewürze bei Bedarf frisch zu schroten – wie zum Beispiel die Pfeffermühle.
Peugeot erfand die Gewürzmühle 1842. Bei der ersten Gewürzmühle handelte es sich um eine Pfeffermühle. Die ersten Gewürzmühlen ersetzten damals den klassischen Mörser und Pistill.
Die Verarbeitung der Gewürze erfolgt mit entsprechenden Maschinen; schwarzer und weißer Pfeffer werden als erstes mit dem Walzenstuhl verarbeitet. Dadurch erhält man aus den Pfefferkörnern grobe Schrote (geteiltes Korn), die anschließend mit der „Perplex“ verarbeitet werden. Aus den Schrotteilchen entsteht gemahlener Pfeffer (feines Produkt).
Häufig müssen die Mahlwalzen gekühlt werden, da sonst die flüchtigen Aromastoffe (meist ätherische Öle) durch die Wärme, die bei der Vermahlung entsteht, entweichen.
Muskatnuss wird mit der Hammermühle verarbeitet, es entsteht Schrot. Dieses wird danach mit der Perplex bearbeitet, und kommt als fertiges gemahlenes Produkt (Muskatpulver) heraus.
Bei den Küchengeräten werden Mühlen mit offenem (z. B. Mohnmühle) und mit geschlossenem Mahlwerk (z. B. Pfeffermühle, Kaffeemühle) unterschieden. Bei der geschlossenen Form wird das Mahlgut zunächst ins Innere der Maschine gegeben, bevor der Mahlvorgang mechanisch (z. B. mit Handkurbel) oder elektrisch ausgelöst wird. Bei der offenen Form wird das Mahlgut kontinuierlich dem Mahlwerk während des Mahlvorgangs zugeführt. Um Verletzungen zu vermeiden, wird kürzeres Mahlgut mit einem Mühlenplunger in Richtung des Mahlwerks gedrückt.
Die Verbraucherzentrale NRW riet 2024 unter Hinweis auf eine Studie von Wissenschaftlern der Uni Münster und des Chemischen und Veterinäruntersuchungsamtes Münster Emscher Lippe von Gewürzmühlen aus Kunststoff ab, da sie Mikroplastikpartikel in das Mahlgut rieseln ließen. Zu empfehlen sei die Verwendung von Mahlwerken ohne Kunststoffkomponenten oder Küchenmörser.